# き
き en hiragana ou キ en katakana sont deux kanas, caractères japonais qui représentent la même more. Ils sont prononcés /ki/ et occupent la 7e place de leur syllabaire respectif, entre か et く.

## Origine
Le hiragana き et le katakana キ proviennent, via les man'yōgana, du kanji 幾.

## Diacritiques
き et キ peuvent être diacrités pour former ぎ et ギ et représenter le son /gi/.

## Romanisation
Selon les systèmes de romanisation Hepburn, Kunrei et Nihon, き et キ se romanisent en « ki » et ぎ et ギ en « gi ».

## Tracé
Le hiragana き s'écrit en trois traits.

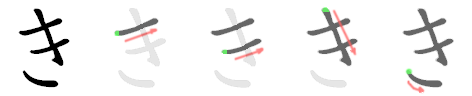
Ordre des traits pour き.

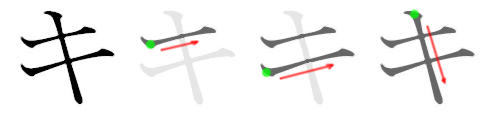
Ordre des traits pour キ.

1. Trait horizontal, de gauche à droite.
2. Trait horizontal, de gauche à droite, sous le premier et généralement un peu plus long.
3. Trait débutant par une diagonale de haut en bas qui coupe les deux premiers, puis forme une boucle orientée vers la gauche.

Le katakana キ s'écrit en trois traits.
1. Trait horizontal, de gauche à droite.
2. Trait horizontal, de gauche à droite, sous le premier et généralement un peu plus long.
3. Trait diagonal de haut en bas coupant les deux premiers.

## Représentation informatique
- Unicode[1],[2] :
  - き : U+304D
  - キ : U+30AD
  - ぎ : U+304E
  - ギ : U+30AE